# أصول عسكرية
في الاستخدام العسكري، تُشير الأصول العسكرية إلى الأسلحة أو وسائل إنتاج الأسلحة أو غيرها من الأجهزة والقدرات الدفاعية أو الهجومية.

## الوصف
سواء أكانت الأصول العسكرية عبارة عن أصول رأسمالية، أو جزء من البنية التحتية العامة، فهذا أمر يخص التعريف فحسب. فقد ينظر مخططو الحروب إلى الأفراد والعناصر الأخرى في مناطق الحرب والمناطق الخاضعة لسيطرة المتمردين باعتبارهم أصولاً عسكرية وليس جزءًا من البنية التحتية المدنية. ويُمكن أن يشمل هذا خطوط القطارات ومحطات المياه والمصانع الزراعية وإمدادات الدواء.
تُستخدم الصور اللمسية للكشف عن الأصول المخبأة العالية القيمة، مثل أماكن المدفعية ومكبات الذخيرة والمواقع اللوجيستية الأخرى. فمن شأنالتضاريس الأرضية والقرب من الوحدات المدعومة أن يؤثر على المواقع الممكنة للطرق اللوجيستية ومكبات الذخيرة ومخازن الإمدادات ومناطق التجمعات. نظرًا لأن المؤسسة العسكرية بحكم تعريفها تنتهج الاتساق والانتظام، فإنه غالبًا ما يتم استهداف أنماط التموضع والتخفي من قِبل القوات المعادية (مثل المدفعية والغارات الجوية). حيث أن حجم العناصر وشكلها والبيئة المحيطة بها تكشف في الغالب عن موقع الأصول العسكرية والأهداف المحددة.
وذكرت مارلين وارنج في الثمانينيات أنه في ظل نظام الحسابات القومية الخاص بالأمم المتحدة، لم يكن هناك أداة للتفريق بوضوح بين الاستثمار في المصالح العامة في مقابل الاستثمار في الأسلحة، وأن هذا قد أدى إلى تشويه النظام النقدي بأكمله. انظر الإصلاح النقدي لمعرفة المزيد حول هذا الموضوع.